# George August Samuel van Nassau-Idstein
George August Samuel van Nassau-Idstein (Idstein, 26 februari 1665 o.s. - Biebrich, 26 oktober 1721) was graaf van Nassau-Idstein, een deel van het graafschap Nassau. In 1688 werd hij verheven tot rijksvorst. Hij stamt uit de Walramse Linie van het Huis Nassau.

## Biografie
George August Samuel was het op een na jongste kind van graaf Johan van Nassau-Idstein en Anna van Leiningen-Dachsburg, dochter van dochter van graaf Filips George van Leiningen-Dachsburg en Anna van Erbach.
George August Samuel was slechts 12 jaar oud toen zijn vader Johan in 1677 overleed. De regering werd aanvankelijk waargenomen door twee voogden: graaf Johan Caspar van Leiningen-Dachsburg, een broer van zijn moeder, en graaf Johan August van Solms. George August Samuel gebruikte deze tijd door studies in Gießen, Straatsburg en Parijs, later ook in Engeland en Brabant. Daarbij leerde hij ook verscheidene Europese hoven kennen, waarbij hij vooral onder de indruk was van het Paleis van Versailles. In 1683 nam hij deel aan de verdediging van Wenen tijdens de Tweede Turkse Belegering. Een jaar later, op achttienjarige leeftijd, werd hij de regerende graaf. Op 4 augustus 1688 benoemde keizer Leopold I hem voor zijn diensten bij de bevrijding van Wenen, na betaling van een grote som geld, tot rijksvorst.
De stad Wiesbaden, en het hele graafschap Nassau-Idstein, hadden tijdens de Dertigjarige Oorlog, en de pest in 1675, zwaar geleden. Van de oorspronkelijke 1800 inwoners van Wiesbaden leefden er nog slechts enkele tientallen. Onder George August Samuel beleefden beiden een enorme opleving. Hij begon een drukke bouwactiviteit. Hij voltooide onder meer het residentieslot in Idstein, legde in Wiesbaden de Herrengarten en de Fasanerie aan, liet het voorgebouw van het stadspaleis verbouwen en uitbreiden, en legde aan de oevers van de Rijn in Biebrich een baroktuin aan. Een eerste zomerhuis was de eerste steen voor het latere Slot Biebrich, dat echter pas na zijn dood werd voltooid.
George August Samuel overleed - net als zijn twee jongste dochters - aan de pokken. Hij werd begraven in de Uniekerk te Idstein op 13 januari 1722. Hij werd opgevolgd door zijn achterneven Frederik Lodewijk van Nassau-Ottweiler en Karel Lodewijk van Nassau-Saarbrücken.

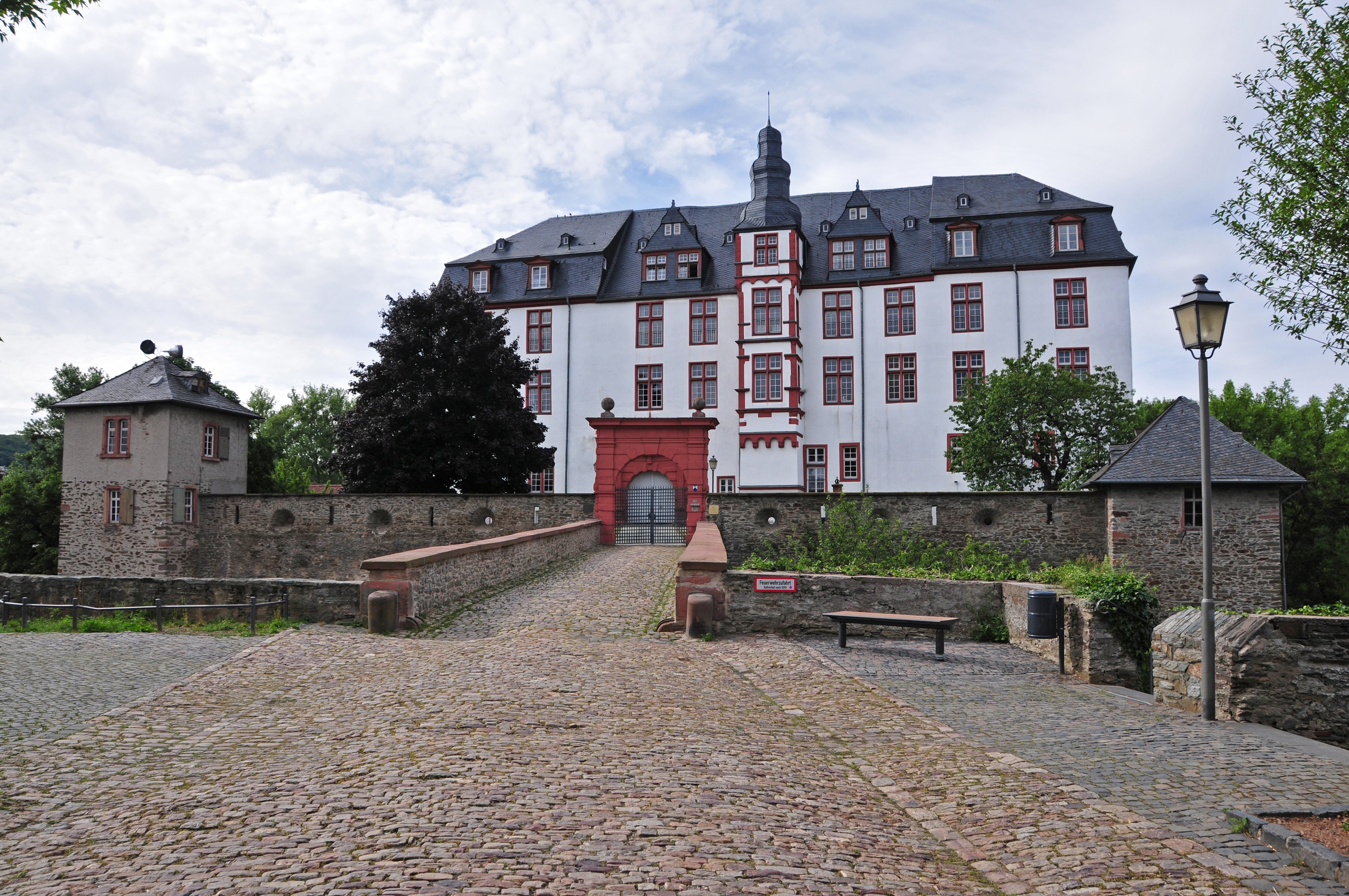
Slot Idstein
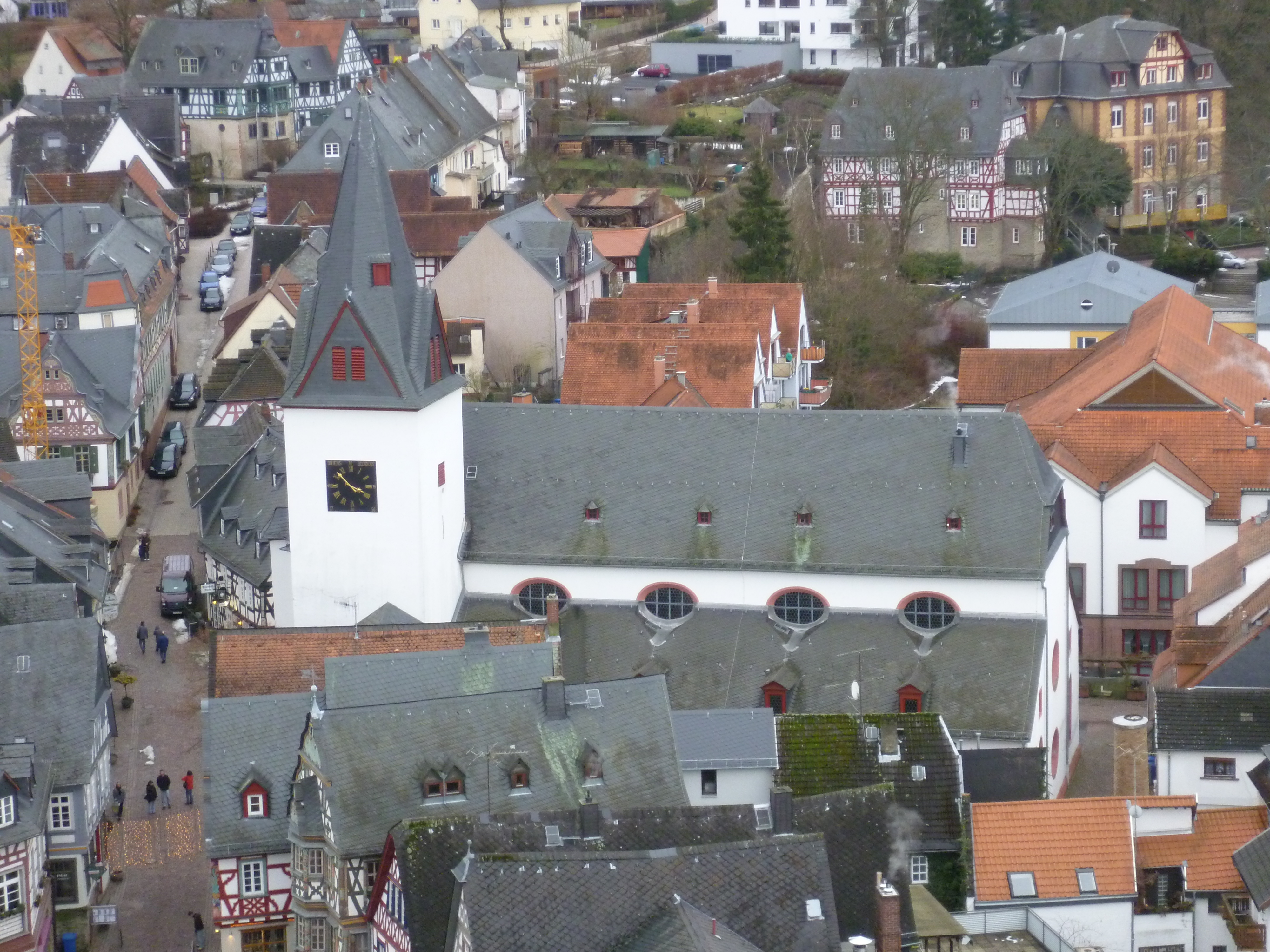
De Uniekerk te Idstein
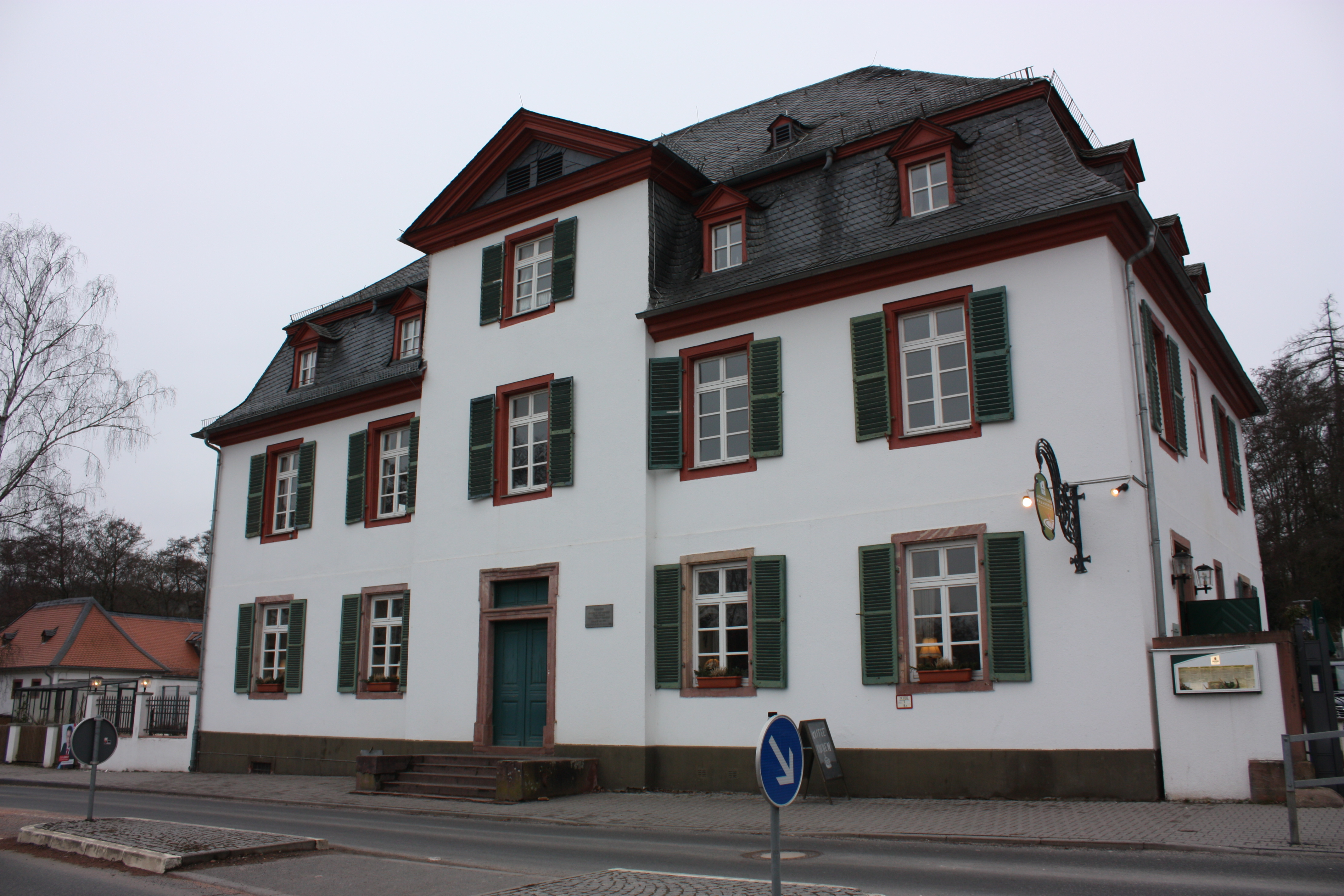
Jachtslot Fasanerie
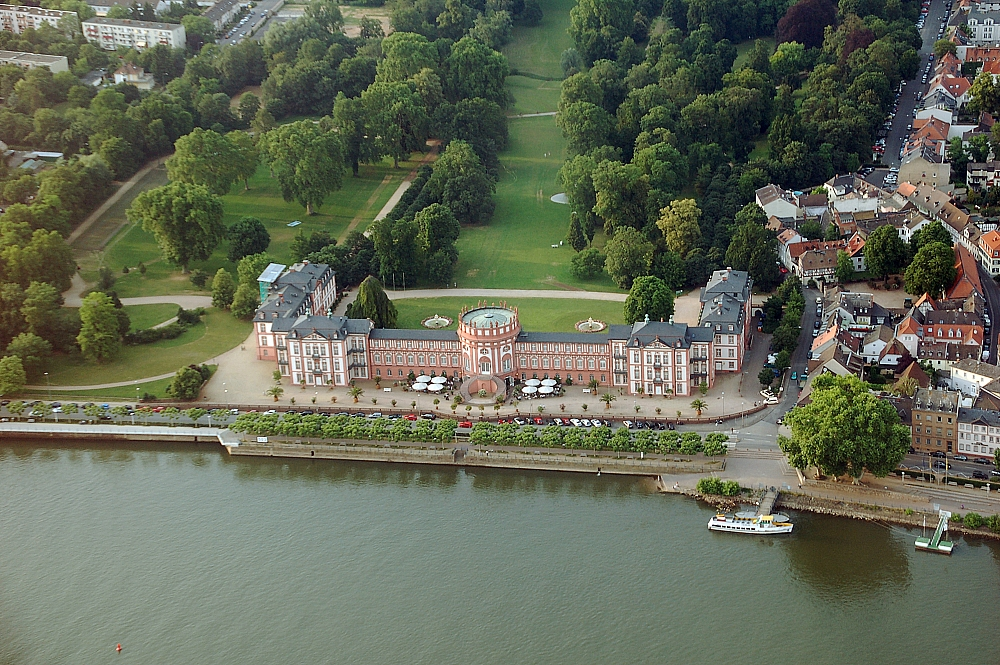
Slot Biebrich

## Huwelijk en kinderen
George August Samuel huwde te Kirchheim unter Teck op 22 september 1688 met Henriette Dorothea van Oettingen-Oettingen (Oettingen, 14 februari 1672 o.s. - Wiesbaden, 18 mei 1728), dochter van vorst Albrecht Ernst I van Oettingen-Oettingen en Christiane Frederica van Württemberg. Henriette Dorothea werd begraven in de Uniekerk te Idstein op 21 mei 1728.

Uit dit huwelijk werden de volgende kinderen geboren:
1. Frederik Ernst (Idstein, 27 augustus 1689[8] - Idstein, 21 maart 1690).
2. Christiane Louise (Idstein, 31 maart 1691 - Aurich, 13 april 1723), huwde te Slot Idstein op 23 september 1709 met vorst George Albrecht van Oost-Friesland (Aurich, 13 juni 1690 - Sandhorst, 12 juni 1734).
3. Charlotte Eberhardina (Idstein, 16 juli 1692 o.s.[9] - Idstein, 6 februari 1693).
4. Henriette Charlotte (Idstein, 9 november 1693 o.s. - Delitzsch, 8 april 1734), huwde te Idstein op 4 november 1711 met hertog Maurits Willem van Saksen-Merseburg (Merseburg, 5 februari 1688 - Merseburg, 21 april 1731).
5. Eleonora Charlotte (Idstein, 28 november 1696 - Idstein, 8 december 1696).
6. Albertina Juliana (Idstein, 29 maart 1698 - Jachtpaviljoen Wilhelmstal bij Eisenach, 9 oktober 1722), huwde te Idstein op 15 februari 1713 met hertog Willem Hendrik van Saksen-Eisenach (Paleis Oranjewoud, 10 november 1691 o.s. - Eisenach, 26 juli 1741).
7. Augusta Frederica (Idstein, 17 augustus 1699 o.s.[10] - Kirchheim, 8 juni 1750),[11] huwde te Wiesbaden op 17 augustus 1723 met vorst Karel August van Nassau-Weilburg (Weilburg, 17 september 1685 o.s. - Weilburg, 9 november 1753).
8. Johannetta Wilhelmina (Idstein, 14 september 1700 - Brake, 2 juni 1756), huwde te Biebrich op 16 oktober 1719 met vorst Simon Hendrik Adolf van Lippe-Detmold (Detmold, 25 januari 1694 o.s. - Detmold, 12 oktober 1734).
9. Frederik August (Idstein, 30 april 1702 - Idstein, 30 januari 1703).
10. Willem Samuel (Idstein, 14 februari 1704 - Idstein, 4 mei 1704).
11. Elisabeth Francisca Maria (Idstein, 17 september 1708 - Idstein, 7 november 1721).[12]
12. Charlotte (Idstein, 17 maart 1710 - Biebrich, 4 november 1721).